# الدوري الهولندي الممتاز 1918–19
الدوري الهولندي الممتاز 1918–19 (بالهولندية: Nederlands landskampioenschap voetbal 1918/19)‏ هو الموسم 31 من الدوري الهولندي الممتاز. أشرف على تنظيمه الاتحاد الملكي الهولندي لكرة القدم، وكان عدد الأندية المشاركة فيه 52، وفاز فيه أياكس أمستردام.